# Eubazus lepidus
Eubazus lepidus är en stekelart som först beskrevs av Alexander Henry Haliday 1835.  Eubazus lepidus ingår i släktet Eubazus och familjen bracksteklar. Arten är reproducerande i Sverige. Inga underarter finns listade i Catalogue of Life.